# Matenci
Matenci is een plaats in de gemeente Donja Stubica in de Kroatische provincie Krapina-Zagorje. De plaats telt 473 inwoners (2001).